# 6월 30일
6월 30일은 그레고리력으로 181번째(윤년일 경우 182번째) 날에 해당하며, 이 날은 6월의 마지막 날이다.

## 사건
- 350년 - 게르만족 출신의 마그넨티우스가 네포티아누스의 봉기를 진압해서 죽이고 로마의 황제가 되었다.
- 763년 - 안키알루스 전투: 동로마 제국의 콘스탄티누스 5세가 불가르족의 텔레츠 칸과 싸워서 이겼다.
- 1521년 - 프랑스의 왕 앙리 2세가 왕실의 결혼을 축하하는 마상 창시합에서 몽고메리 백작 가브리엘의 창에 치명적인 부상을 당하다.
- 1862년 - 조지 매클렐런 장군의 북부 동맹군이 화이트오크 스웜프(White Oak Swamp) 남쪽에 도착하다. 미국 남북 전쟁 칠일 전투 중 여섯 번째인 글렌데일 전투가 벌어지다.
- 1863년 - 미국 남북전쟁 중 게티즈버그 전역: 하노버 전투
- 1894년 - 타워 브리지가 완공되다.
- 1908년 - 러시아 시베리아 포트카멘나야퉁구스카 강에서 거대한 폭발이 일어나다.
- 1936년 - 마거릿 미첼의 소설 바람과 함께 사라지다가 출판되다.
- 1937년 - 최초의 응급 전화번호인 999번이 영국에서 생기다.
- 1949년 - 대한민국 정부를 수립하고 미군정도 끝낸 미국이 비로소 한반도에서 정식으로 철수한 날이다.
- 1950년 - 한국 전쟁으로 영등포역 역사 소실.
- 1960년 - 민주 콩고가 벨기에로부터 독립했다.
- 1972년 - UTC에 윤초가 도입되다.
- 1989년 - 임수경이 세계청년학생축전에 참가하기 위해 평양을 방문하다.
- 1991년 - 안기부에서 전노협 탈퇴를 거부한다는 이유로 고문했던 노동운동가 박창수가 사망했다.
- 1997년 - 영국이 156년간 다스렸던 홍콩을 중화인민공화국이 반환받다.
- 1999년 - 씨랜드 청소년수련원 화재 사건이 일어나다.
- 2014년 - 투애니원(2NE1)의 멤버 박봄의 마약 밀수입 논란.
- 2019년 - 일본이 국제포경위원회(IWC)를 공식 탈퇴하였다.

## 문화
- 1983년 - KBS 1TV에서 이산가족을 찾기 위한 특별 생방송 '이산가족을 찾습니다'가 처음으로 방영되었다.
- 1997년 - SBS TV에서 1시간 빠른 SBS 8 뉴스 첫 방송.
- 2002년 - 2002 FIFA 월드컵이 폐막하였다. 결승전에서 브라질이 독일을 2-0으로 꺾고 5번째 우승을 차지하였다.
- 2003년 - iTV iFM 경인방송 FM라디오 개국.
- 2004년 - 마이크로소프트에서 윈도우 NT 4.0과 인터넷 익스플로러 3의 모든 지원을 종료하였고, 서비스팩이 설치되지 않은 윈도우 2000에 대한 지원을 종료하였으며, 이와 동시에 마이크로소프트 오피스 2000의 메인스트림 지원을 종료했다.
- 2006년 - 서울외곽순환고속도로 송추 나들목 ~ 일산 나들목, 퇴계원 나들목 ~ 의정부 나들목 구간 개통.
- 2008년
  - 유로2008 결승전에서 스페인이 독일을 1:0으로 꺾고 44년만에 유럽최강의 자리에 올랐다.
  - 울산불교방송 개국.
- 2010년 - 만화 "신의 탑", 네이버 웹툰에서 연재 시작.
- 2012년 - 수인선이 복선 전철 수도권 전철로 운행 재개되다.(오이도 - 송도 구간)
- 2014년 - 인천국제공항역을 바로 잇는 KTX 노선이 개통되었다.
- 2015년 - 평택제천고속도로 동충주 나들목 ~ 제천 분기점 구간이 개통되었다.
- 2016년 - 동해고속도로 남경주 나들목 ~ 동경주 나들목 구간이 개통되었다.
- 2017년 - 서울양양고속도로 동홍천 나들목 ~ 양양 분기점 구간이 개통되었다.
- 2021년
  - 대한민국에서 유일하게 2G 이동통신 서비스를 시행하는 LG U+의 2G 및 3G 서비스가 완전히 종료되고 이후에는 01X 번호를 계속 사용하는 것이 불가능해졌다.
  - KBS의 TV는 사랑을 싣고가 27년 만에 종영되었다.
- 2023년 - 2G 통신 서비스가 완전히 종료되었다.
- 2024년
  - KBS 제2FM 굿모닝 팝스 마지막 방송이 36년 만에 폐지되었다.
  - 아쿠아플라넷 63이 영업을 39년 만에 종료했다.
- 2025년 - 현대백화점 디큐브시티점이 10년 만에 폐점한다.

## 탄생
- 1470년 - 프랑스의 왕 샤를 8세. (~1498년)
- 1656년 - 이와누마 번의 2대 번주, 이치노세키 번(다무라 가문)의 초대 번주 다무라 다쓰아키. (~1708년)
- 1868년 - 핀란드의 신학자 라우리 잉만. (~1934년)
- 1869년 - 일제강점기의 자본가 신석우. (~1942년)
- 1884년 - 독일의 군인 프란츠 할더. (~1972년)
- 1886년 - 홍콩의 제21대 총독 마크 영. (~1974년)
- 1911년 - 폴란드의 시인, 소설가 체스와프 미워시. (~2004년)
- 1913년 - 미국의 사회주의 운동가 리처드 S. 프레이저. (~1988년)
- 1917년
  - 미국의 배우 수전 헤이워드. (~1975년)
  - 미국의 가수 리나 혼. (~2010년)
- 1924년 - 대한민국의 교육자, 정치인 이인근. (~2009년)
- 1926년
  - 대한민국의 기업인 구평회. (~2012년)
  - 미국의 생화학자 폴 버그. (~2023년)
- 1929년 - 홍콩의 법조인 양톄량. (~2023년)
- 1933년 - 이탈리아의 배우, 가수 레아 마사리. (~2025년)
- 1940년 - 스페인의 영화 감독 빅토르 에리세.
- 1944년 - 미국의 프로레슬링 선수 테리 펑크. (~2023년)
- 1945년 - 대한민국의 정치인 강만수.
- 1952년 - 대한민국의 물리학 교수 이성익. (~2010년)
- 1954년 - 대한민국의 정치인 박근령.
- 1959년
  - 대한민국의 배우 이보희.
  - 미국의 배우, 감독, 가수 및 프로듀서 빈센트 도노프리오.
- 1962년 - 카자흐스탄의 전 레슬링 선수 루슬란 벨리예프.
- 1965년
  - 대한민국의 배우 조재현.
  - 대한민국의 야구 선수 한용덕.
- 1966년 - 미국의 권투 선수 마이크 타이슨.
- 1968년 - 대한민국의 가수 염수연.
- 1970년 - 이란의 배우 페이만 모아디.
- 1971년 - 대한민국의 변호사 겸 정치인 장진영.
- 1972년 - 대한민국의 전 야구 선수, 희극인, 방송인 강병규.
- 1973년 - 일본의 가수 우타고코로 리에.
- 1974년 - 대한민국의 전 야구 선수, 현 야구 코치 백재호.
- 1975년 - 대한민국의 바둑 기사 윤성현.
- 1976년 - 대한민국의 축구 선수 김영철.
- 1980년 - 대한민국의 배우 구성환.
- 1981년
  - 대한민국의 미스코리아, 전 아나운서 김주희.
  - 대한민국의 배우 김영훈.
  - 대한민국의 변호사 이창민.
  - 대한민국의 전 야구 선수 김종민.
- 1982년
  - 일본의 성우 사이토 모모코.
  - 대한민국의 전 축구 선수 김진수.
- 1983년
  - 영국의 가수 셰릴.
  - 일본의 야구 선수 오치 다이스케.
  - 우크라이나의 전 육상 높이뛰기 선수 드미트로 데미야뉴크.
  - 영국의 배우 구구 음바타로.
  - 대한민국의 배구 선수 이강주.
  - 캐나다의 희극인, 작가, 사회자, 배우 캐서린 라이언.
- 1984년
  - 미국의 야구 선수 노환수.
  - 스위스 태생의 전 축구 선수 조니 레오니.
- 1985년
  - 대한민국의 성우 박리나.
  - 대한민국의 유튜버 최케빈.
  - 대한민국의 레이싱 모델 오아림.
  - 미국의 수영 선수 마이클 펠프스.
  - 미국의 야구 선수 팻 벤디트.
  - 미국의 싱어송라이터, 래퍼 K.플레이.
- 1986년
  - 대한민국의 배우 홍수아.
  - 콜롬비아의 축구 선수 프레디 과린.
  - 일본의 작곡가 아사키.
  - 러시아의 영화배우 리나 이바노바.
- 1987년
  - 대한민국의 방송인 서보배.
  - 브라질의 축구 선수 하파에우 두스 산투스 지 올리베이라.
- 1988년 - 대한민국의 희극인 백두현.
- 1989년
  - 스웨덴의 축구 선수 율리아 스페츠마르크.
  - 일본의 전 축구 선수 오이즈미 다이키.
  - 일본의 축구 선수 다카하시 다쿠야.
- 1990년
  - 대한민국의 가수 엔 (빅스).
  - 대한민국의 전 축구 선수 김민겸.
- 1991년 - 일본의 영화 배우, 모델 카호.
- 1992년
  - 대한민국의 뮤지컬 배우, 모델 나하나.
  - 카자흐스탄의 쇼트트랙 선수 아브잘 아즈갈리예프.
- 1993년
  - 대한민국의 배우 정수한.
  - 일본의 가수 키쿠치 아야카.
  - 대한민국의 축구 선수 김성우.
- 1994년
  - 대한민국의 가수 최성환.
  - 대한민국의 배우 송세현.
  - 대한민국의 축구 선수 권창훈.
- 1995년 - 일본의 성우 카스가 노조미.
- 1996년
  - 일본의 야구 선수 오카모토 가즈마.
  - 미국 출신 필리핀의 축구 선수 서리나 볼든.
- 1997년
  - 대한민국의 테니스 선수 홍성찬.
  - 일본의 패션, 모델, 배우 이토 켄타로.
- 1998년
  - 대한민국의 축구 선수 김진야.
  - 대한민국의 자전거경기 선수 송민지.
  - 잉글랜드의 축구 선수 톰 데이비스.
  - 일본의 배우 아오이 와카나.
  - 미국의 군인 애런 부슈널. (~2024년)
- 1999년
  - 대한민국의 가수 김혜림.
  - 일본의 레슬링 선수 스사키 유이.
- 2000년 - 대한민국의 배우 박은우.
- 2001년 - 대한민국의 가수 블로우오프.
- 2003년 - 대한민국의 농구 선수 최민주.
- 2004년 - 대한민국의 배우 김예론.

### 미상
- 대한민국의 가수 안필주.

## 사망
- 1670년 - 잉글랜드의 국왕 잉글랜드의 헨리에타. (1644년~)
- 1913년 - 대한제국의 기업인 서상돈. (1850년~)
- 1919년 - 영국의 물리학자 제3대 레일리 남작 존 윌리엄 스트럿. (1842년~)
- 1930년 - 대한민국의 독립지사 장진홍. (1895년~)
- 1974년 - 미국의 컴퓨터 과학자 버니바 부시. (1890년~)
- 1986년 - 헝가리의 추기경 레커이 라슬로. (1910년~)
- 1991년 - 대한민국의 노동운동가 박창수. (1958년~)
- 1996년 - 대한민국의 작곡가 박시춘. (1913년~)
- 2001년 - 미국의 음악가 쳇 앳킨스. (1924년~)
- 2006년 - 대한민국의 공무원 신경섭. (1953년~)
- 2010년 - 대한민국의 배우 박용하. (1977년~)
- 2017년 - 프랑스의 정치인 시몬 베유. (1927년~)
- 2019년 - 대한민국의 공학자 김영길. (1939년~)
- 2019년 - 미국의 물리학자 미첼 파이겐바움. (1944년~)
- 2020년 - 영국의 바이올리니스트 이다 헨델. (1928년~)
- 2021년 - 일본의 야구 선수 오시마 야스노리. (1950년~)
- 2023년
  - 오스트레일리아의 영화배우 주디 파. (1938년~)
  - 이란의 영화배우 파리마 파르자미. (1950년~)
- 2024년
  - 대한민국의 법조인 고중석. (1937년~)
  - 중국의 배드민턴 선수 장즈제. (2007년~)
  - 프랑스의 체조선수 에리크 푸자드. (1972년~)
- 2025년 - 루마니아의 레슬링선수 이온 체르네아. (1933년~)

## 기념일
- 국군의 날(Día del Ejército): 과테말라
- 독립기념일: 콩고 민주 공화국
- 필리핀-스페인 우정의 날: 필리핀
- 기도의 날(General Prayer Day): 중앙아프리카 공화국
- 소셜 미디어의 날

## 같이 보기
- 전날: 6월 29일 다음날: 7월 1일 - 전달: 5월 30일 다음달: 7월 30일
- 음력: 6월 30일
- 모두 보기